# Мачтовый (посёлок)
Ма́чтовый — посёлок сельского типа в Комсомольском районе Хабаровского края. Межселенная территория.

## Население
| 2002 | 2010 | 2011 | 2012 | 2021 |
| ---- | ---- | ---- | ---- | ---- |
| 11   | ↘3   | →3   | →3   | ↗6   |